# Madona (Letônia)
Madona (pronunciationⓘ) é uma cidade da Letônia que fica no centro do Distrito de Madona.